# هديومة منفتحة
هديومة منفتحة أو فوتنج كاذب منفتح أو نعناع نفاذ منفتح (الاسم العلمي:Hedeoma patens) هي نوع من النباتات تتبع جنس الهديومة من الفصيلة الشفوية.